# Plagithmysus geranii
Plagithmysus geranii là một loài bọ cánh cứng trong họ Cerambycidae.